# Plastibody
I plastibody sono anticorpi artificiali. Sono manufatti, costruiti "giuntando" un sito di riconoscimento ad un polimero: il tutto mima il sito di legame di un anticorpo. Il maggior problema nella progettazione di plastibodies è la bassa affinità probabilmente legata alla rigidità della struttura. ,.